# Patrick Rambaud
Patrick Rambaud, (* 21 de abril de 1946 en París) es un autor francés.
Rambaud trabajó primero como crítico de cine, colaboró en la creación del periódico Actuel y compuso guiones y obras de teatro. Escribió una trilogía sobre el tiempo de Napoleón.
En 1997 recibió por su novela La Bataille el Prix Goncourt y el Premio a la novela de la Académie française. 
El 2000 publicó el segundo tomo de la trilogía Il neigeait y el año 2003 l’Absent.